# Teratura paracincta
Teratura paracincta är en insektsart som beskrevs av Andrej Vasiljevitj Gorochov och Kang 2005. Teratura paracincta ingår i släktet Teratura och familjen vårtbitare. Inga underarter finns listade i Catalogue of Life.